# حاجی‌آباد موزی
حاجی‌آباد موزی، روستایی از توابع بخش مرکزی شهرستان کازرون در استان فارس ایران است.

## جمعیت
این روستا در دهستان شاپور قرار دارد و بر اساس سرشماری مرکز آمار ایران در سال ۱۳۸۵، جمعیت درحال حاضر ۷۰۰ نفر معادل (۱۰۲خانوار) بوده‌است.